# 마틴 사위
마틴 도미닉 마틴 하산(영어: Martin Dominic Martin Hassan, 1999년 9월 16일 ~ )는 이집트 출생 남수단의 축구 선수로 현재 대한민국 K4리그의 춘천시민축구단에서 미드필더로 활동하고 있다.

## 구단 경력
자국 프로팀인 영스타즈 FC에서 유소년 시절을 보낸 후 2016년 안산 그리너스 유스팀 입단을 통해 처음으로 대한민국 땅을 밟았다.
그 후 2018년 K3리그 베이직의 고양시민축구단에 입단하며 본격적인 선수 커리어를 쌓기 시작한 뒤 FC 의정부와의 경기에서 성인 무대 데뷔골을 신고하는 등 2018 시즌 15경기 8골을 기록하며 고양시민축구단 팬들로부터 MVP에 선정될 정도의 기량을 과시했고 2019 시즌에서도 20경기 11골로 리그 득점 랭킹 공동 5위에 이름을 올리며 기량이 전 시즌보다 더 만개했음을 보여주었다.
그리고 2020 시즌을 앞두고 K3리그의 양주시민축구단으로 둥지를 틀어 2020 시즌 공식전 19경기 4골을 기록했고 2020 시즌을 마친 뒤 동향 후배인 팔 폴 푹 쿤과 함께 K4리그의 울산시민축구단으로 이적했지만 리그 3경기 출전에 머물렀다.
그리고 2022 시즌을 앞두고 K4리그의 FC 남동으로 둥지를 틀었지만 이후 8월에 FC 남동이 해체 수순을 밟으면서 자유계약선수로 풀린 이후 K5리그의 양천 TNT로 이적하여 2022 시즌을 마칠 때까지 활동하다가 2023 시즌을 앞두고 K4리그의 평창 유나이티드와 입단 계약을 체결했다.
그 후 2024 시즌까지 2시즌동안 평창 유나이티드의 주전 미드필더로 맹활약하다가 2025 시즌을 앞두고 같은 K4리그 소속팀인 춘천시민축구단과 입단 계약을 체결했다.

## 국가대표팀 경력
2018년 11월 남수단 U-23 대표팀 소속으로 우간다와의 친선 경기에 출전한 뒤 이듬해인 2019년 11월 17일 부르키나파소와의 2021년 아프리카 네이션스컵 예선 B조 2차전에서 남수단 A대표팀 소속으로 국제 A매치 데뷔전을 치렀다.
그 후 모리타니와의 2026년 FIFA 월드컵 아프리카 지역 예선 B조 2차전에 출전하여 0-0 무승부에 일조한 뒤 상투메 프린시페와의 2025년 아프리카 네이션스컵 예선 예비라운드 1차전에도 출전하여 팀의 조별라운드 진출에 일조했다.